# Три правителі і п'ять імператорів
Три правителі і п'ять імператорів (кит.: 三皇五帝) — міфічні китайські володарі, діяльність яких належить до III тисячоліття до н. е.
Як культурні герої, вони вшановані через першість у розбудові китайської державності та культури: суспільного ладу, землеробства, писемності, музики, ритуалів, медицини, астрології тощо. З не менш ніж 6 варіантів переліку цих осіб найрозповсюдженішими три правителі та шість імператорів.

## Правителі (сань-хуан)
- Фу-сі
- Шень-нун
- Нюйва

Енциклопедія династії Тан «Ївень-лейцзюй» (кит.: 藝文類聚) надає інший, більш абстрактний перелік: Володар землі (кит.: 地皇), Володар неба (кит.: 天皇) та Володар людей (кит.: 人皇).

## Імператори (у-ді)
Згідно з «Історичними записами» Сима Цяня:
- Хуан-ді
- Чжуань Сюй
- Ку
- Яо
- Шунь

Альтернативно в цьому переліку називають Янь-ді та Шао Хао. Текст періоду Воюючих країн «Тан-юй чжидао»  (винайдений у 1993 р., Ґуодянь, див. Guodian Chu Slips) називає перелік не з п'ятьох, а з шістьох імператорів.